# Thế vận hội Mùa đông 1980
Thế vận hội Mùa đông 1980, hay Thế vận hội Mùa đông XIII, được tổ chức từ 13 tháng 2 đến 24 tháng 2 năm 1980 tại Lake Placid, New York (Hoa Kỳ). Tất cả có 37 quốc gia tham dự.

## Các quốc gia tham dự
|  | - Andorra (3) - Argentina (12) - Úc (9) - Áo (43) - Bỉ (3) - Bolivia (3) - Bulgaria (8) - Canada (58) - Trung Quốc (24) - Costa Rica (3) - Síp (3) - Tiệp Khắc (41) |  | - Phần Lan (53) - Pháp (22) - Đông Đức (53) - Tây Đức (80) - Anh Quốc (48) - Hy Lạp (3) - Hungary (3) - Iceland (6) - Ý (46) - Nhật Bản (50) - Hàn Quốc (10) - Liban (3) |  | - Liechtenstein (7) - Mông Cổ (3) - Hà Lan (29) - New Zealand (5) - Na Uy (63) - Ba Lan (30) - România (35) - Liên Xô (86) - Tây Ban Nha (8) - Thụy Điển (61) - Thụy Sĩ (44) - Hoa Kỳ (101) - Nam Tư (15) |

## Môn thi đấu
| - Trượt tuyết Alpine - Biathlon - Xe trượt băng (bobsleigh) - Trượt tuyết việt dã (cross-country skiing) - Trượt băng nghệ thuật (figure skating) | - Khúc côn cầu (hockey) - Luge - Trượt tuyết Nordic - Nhảy ski - Trượt băng (speed skating) |

## Bảng tổng sắp huy chương
| 1  | Liên Xô (URS)       | 10 | 6 | 6 | 22 |
| 2  | Đông Đức (GDR)      | 9  | 7 | 7 | 23 |
| 3  | Hoa Kỳ (USA)        | 6  | 4 | 2 | 12 |
| 4  | Áo (AUT)            | 3  | 2 | 2 | 7  |
| 5  | Thụy Điển (SWE)     | 3  | 0 | 1 | 4  |
| 6  | Liechtenstein (LIE) | 2  | 2 | 0 | 4  |
| 7  | Phần Lan (FIN)      | 1  | 5 | 3 | 9  |
| 8  | Na Uy (NOR)         | 1  | 3 | 6 | 10 |
| 9  | Hà Lan (NED)        | 1  | 2 | 1 | 4  |
| 10 | Thụy Sĩ (SUI)       | 1  | 1 | 3 | 5  |